# Parodonto

The tissues of the periodontium combine to form an active, dynamic group of tissues. The alveolar bone (C) is surrounded for the most part by the subepithelial connective tissue of the gingiva, which in turn is covered by the various characteristic gingival epithelia. The cementum overlaying the tooth root is attached to the adjacent cortical surface of the alveolar bone by the alveolar crest (I), horizontal (J) and oblique (K) fibers of the periodontal ligament.

Il parodonto (dal greco παρά, parà, «accanto» e ὀδούς, odùs, «dente») o tessuto parodontale è l'insieme delle strutture anatomiche quali osso alveolare, legamento parodontale, cemento radicolare e gengiva che ha la triplice funzione di:
- mantenere attaccato il dente al tessuto osseo;
- Funzione sensitiva di contatto e pressione.
- conservare l'integrità dei tessuti coinvolti nella masticazione.[4]

Tutte le componenti del parodonto unite si comportano come un ammortizzatore per assorbire gli urti dati dalla masticazione e dalla deglutizione.
Il legamento parodontale - tramite i suoi cinque gruppi di fibre: 
- Gruppo della cresta alveolare: decorrono dalla giunzione amelocementizia fino ai margini alveolari.
- Gruppo orizzontale: fibre che decorrono perpendicolarmente all'asse lungo del dente sotto le fibre della cresta alveolare, connettendo la radice del dente all'osso alveolare;
- Gruppo obliquo: fibre presenti nel terzo medio. Vanno dall'alto al basso obliquamente, dall'osso al cemento;
- Gruppo apicale: fibre che decorrono dall'apice del dente fino alla base dell'alveolo;
- Gruppo interradicolare: fibre presenti solo tra le radici dei pluriradicolati;[3]

si ancora da un lato all'osso alveolare e dall'altro lato alla radice del dente (o, più esattamente, al cemento radicolare) andando a costituire una sorta di robusta "ragnatela" che mantiene la radice del dente sospesa all'interno dell'alveolo.
Il legamento parodontale consente comunque al dente, sollecitato per esempio dagli atti masticatori, di effettuare dei microspostamenti.